# Hispasat 30W-5
Hispasat 30W-5 (früher Hispasat 1E) ist ein kommerzieller Fernsehsatellit des spanischen Satellitenbetreibers Hispasat.  

## Missionsverlauf
Der Satellit wurde als Hispasat 1E am 9. Juli 2008 bei Space Systems/Loral bestellt und am 29. Dezember 2010 vom Centre Spatial Guyanais in Kourou zusammen mit Koreasat 6 an Bord einer Ariane 5 in eine geostationäre Umlaufbahn befördert. Er wurde 27 Minuten und 27 Sekunden nach dem Start in einer geostationären Übergangsbahn ausgesetzt.
Im März 2016 wurde der Satellit nach seiner geostationären Position in Hispasat 30W-5 umbenannt.

## Technik
Der dreiachsenstabilisierte Satellit ist mit 53 Ku-Band- und zusätzlichen Ka-Band-Transpondern ausgerüstet und versorgt von der Position 30° West aus die Europa und Amerika mit Fernsehen in spanischer und portugiesischer Sprache. Er wurde auf Basis des SSL-1300-Satellitenbusses der Space Systems/Loral gebaut und besitzt eine geplante Lebensdauer von 18 Jahren.